# Guillemina de Prússia (reina dels Països Baixos)
Guillemina de Prússia, reina dels Països Baixos (Potsdam 1774 - La Haia 1837). Princesa de Prússia amb el tractament d'altesa reial que contragué matrimoni amb el primer rei dels Països Baixos, Guillem I dels Països Baixos.
Nascuda el dia 18 de novembre de l'any 1774 a Potsdam, era filla del rei Frederic Guillem II de Prússia i de la landgravina Frederica de Hessen-Darmstadt. Guillemina era neta per via paterna del príncep August Guillem de Prússia i de la duquessa Lluïsa Amàlia de Brunsvic-Lüneburg mentre que per via materna era neta del landgravi Lluís IX de Hessen-Darmstadt i de la princesa Carolina von Zweibrücken-Birkenfeld.
El dia 1 d'octubre de 1791 contragué matrimoni al Palau de Charlottenburg amb qui seria rei Guillem I dels Països Baixos, fill del stattholder Guillem V d'Holanda i de la princesa Guillemina de Prússia. La parella tingué quatre filles:
- SM el rei Guillem II dels Països Baixos, nat a La Haia el 1792 i mort a Tillburg el 1849. Es casà a Sant Petersburg amb la gran duquessa Anna de Rússia el 1816.
- SAR el príncep Frederic dels Països Baixos, nat el 1797 a Berlín i mort el 1881 a Paw Haus (Wassenaer). Es casà el 1825 a Berlín amb la princesa Lluïsa de Prússia.
- SAR la princesa Carlota dels Països Baixos, nada a Berlín el 1800 i morta a Freienwalde el 1806.
- SAR la princesa Marianna dels Països Baixos, nada a Berlín el 1810 i morta a Reinhartshausen el 1883. Es casà el 1830 a La Haia amb el príncep Albert de Prússia de qui es divorcià el 1849 per tornar-se a casar amb Johan van Rossum.

Guillemina morí a La Haia.